# Prehistorie van Cyprus

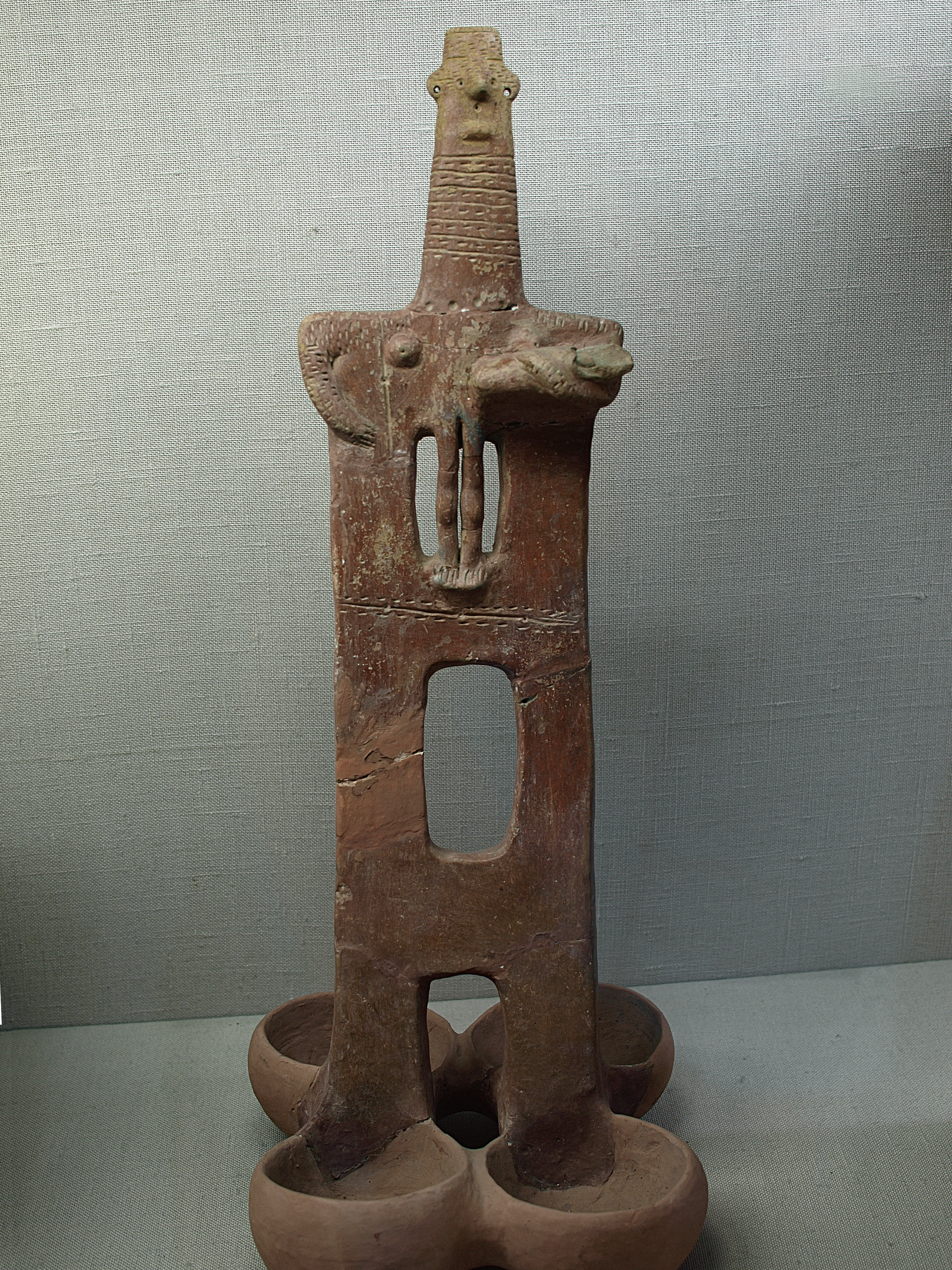
Kopertijd-idool uit Cyprus

De prehistorie van Cyprus bestrijkt de periode vanaf de komst van de eerste mensen op Cyprus rond 10.000 v.Chr. en eindigt omstreeks 800 v.Chr., toen het eiland voor het eerst werd genoemd in Romeinse bronnen. Weliswaar dateert de eigen geschreven taal van Cyprus uit het 2e millennium v.Chr., maar deze is nog niet ontcijferd.

## Epipaleolithicum
Het eiland werd pas aan het eind van het Paleolithicum door jagers bewoond, waardoor de voor een eiland typerende dwergzoogdieren, bijvoorbeeld het Cyprusdwergnijlpaard (Hippopotamus minor) en de Cypriotische dwergolifant (Elephas cypriotes), zo lang overleefden. De oudste vondsten zijn afkomstig uit Aetokremnos op het schiereiland Akrotiri, die gedateerd worden in het Epipaleolithicum. Men neemt aan dat dit rond 9.500 v.Chr. is. De jagers kwamen zeer waarschijnlijk uit de Levant naar het eiland en roeiden waarschijnlijk de dwergfauna uit. Aetokremnos is tot op heden de enige site uit deze periode.

## Neolithicum
De definitieve bewoning van het eiland volgt nog voor 8.200 v.Chr. in het Prekeramisch Neolithicum B met mensen opnieuw afkomstig uit de Levant. De kolonisten brengen emmertarwe en eenkoorn mee. Buiten huisdieren zoals de hond, de kat, het rund, de Cypriotische moeflon en de geit, brengen ze ook het damhert naar Cyprus. De veeteelt lijkt al vlug te zijn opgegeven vanwege de waterschaarste op het eiland (er is maar één echte rivier op Cyprus). 
De nederzettingen (o.a. Choirokoitia, Shillourokambos, Kastros, Tenta) bestonden uit ronde huizen met de typische terrazzovloeren. Om zich van drinkwater te voorzien, werden bronnen in de rots uitgehouwen (Mylouthkia), zoals men dit ook rond deze tijd in de Levant kende (Atlit Yam). In de neolithische Choirokoitiacultuur behield men de ronde huizen, terwijl men op het vasteland rechthoekige huizen bouwde.
Pas vanaf de Sotira-periode werd er keramiek op Cyprus geproduceerd.

## Kopertijd
| Periode          | Datering  |
| ---------------- | --------- |
| Vroege kopertijd | 3800-3500 |
| Midden-kopertijd | 3500-2800 |
| Late kopertijd   | 2800-2500 |

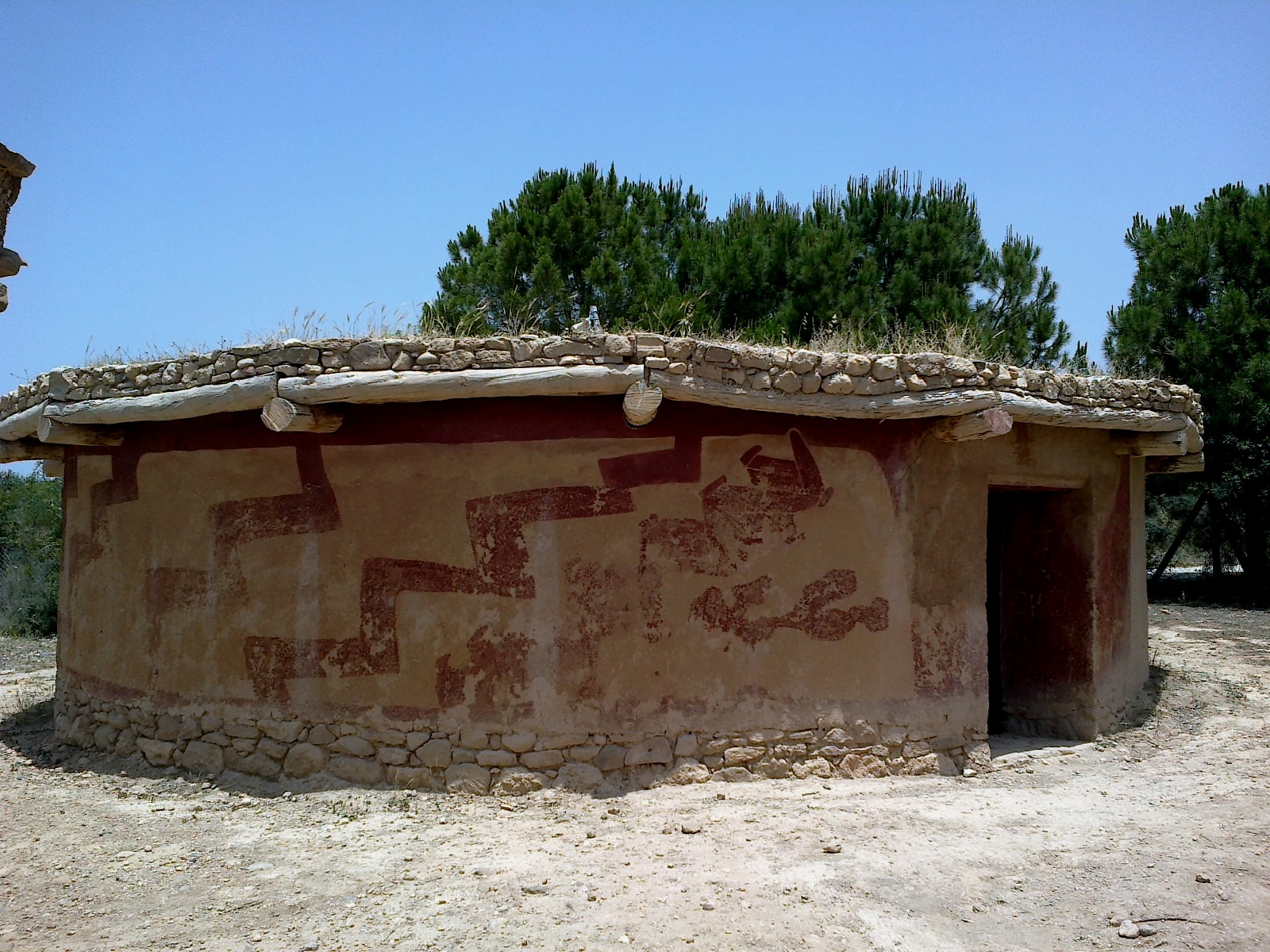
reconstructie van een rond huis uit de Kopertijd bij Lempa

Vanaf ca. 3000 - 2300 v.Chr. begon men het koper dat gevonden werd op het eiland zelf te benutten (Erimicultuur). Uit deze tijd stamt het beroemde Vounousmodel.

## Bronstijd
De bronstijd begon met de Philiacultuur (2500-2000 v.Chr.) en de aankomst van kolonisten uit Anatolië. De rundveeteelt werd opnieuw ingevoerd en de huizen zijn nu rechthoekig in plaats van rond. Als grafgiften vindt men keramiek, koperwaren en idolen.
Cyprus werd een belangrijk tussenstation in de handel tussen Kreta, Griekenland, Anatolië, de Levant en Egypte en zelfs Sardinië. Vooral het Cypriotische koper was zeer begeerd. Antieke kopermijnen werden in het gebied van Tamassos (Peristerka en Pitharoma), bij Politiko en Mitsero teruggevonden. Het erts van Peristerka bestond uit ca. 6% koper en 16% zink.
Cyprus was tot het eind van de 14e eeuw v.Chr. duidelijk onafhankelijk. Alashia, dat door ons in de Egyptische Amarna-brieven, maar ook in Hettitische en Ugaritische bronnen wordt aangetroffen, wordt door de meeste historici met Cyprus of een stad op Cyprus geïdentificeerd. De koning van Alashia wordt vaak als broer aangesproken, wat zijn onafhankelijke houding van de Egyptische of Hettitische grootmachten bewijst. De overheersende mening dat Enkomi, een belangrijke vindplaats aan de oostkust van Cyprus, destijds de hoofdstad van Cyprus en aldus de zetel van de heersers van Alashia was, moet echter duidelijk worden herzien: een gedetailleerde pectografische en chemische analyse naar de oorsprong van de klei van een aantal van de Amarna- en Ugarit-brieven die vanuit Alashia waren verzonden, wees erop dat de geschikte klei zich dicht bij de sites van Kalavasos en Alassa bevindt en niet in de buurt van Enkomi. Deze sites, Kalavasos in het bijzonder, waren ook belangrijke sites in de late bronstijd en waren in de buurt van kopermijnen gevestigd. De naam Alassa lijkt ook verwant aan Alashia. Mogelijk bevond het paleis van de heersers van Alashia zich dus in de weinig onderzochte nederzetting van Alassa.
In de late bronstijd (ca. 1500-1200) was het Cypro-Minoïsch schrift in gebruik, dat zich uit het Minoïsche Lineair A ontwikkeld heeft. Het zou het oudste Cypriotische schrift zijn en is tot op heden niet ontcijferd. Van ca. 1100 tot 400 v.Chr. werd op Cyprus een variant van dit schrift gebruikt, het Cypriotisch schrift.
Bij het begin van 13e eeuw v.Chr. Cyprus kwam misschien kortstondig onder Hettitische dominaat, hoewel er nauwelijks sporen zijn gevonden van Hettieten in deze periode.
Vanaf ca. 1200 v.Chr. nam de invloed van de Myceense beschaving sterk toe. Aan het einde van de bronstijd (1200-1100 v.Chr.) werd een grote hoeveelheid lokale "Myceense" keramiek gemaakt. Vanaf dan verschijnen nieuwe bouwelementen zoals cyclopische muren, die ook op het Griekse vasteland te vinden zijn. Vele historici menen dat Cyprus tegen het eind van de 13e eeuw v.Chr. door Myceners veroverd of ten minste bewoond werd, die tijdens de ondergang van het internationale systeem aan het einde van de Late Bronstijd van het vasteland wegvluchten. Dit zou verwerkt zijn in verhalen over helden die terugkeerden van de Trojaanse Oorlog en verscheidene steden op Cyprus zouden stichten (Teukros in Salamis enz.). Deze visie wordt echter in twijfel getrokken, daar er geen enkel bewijs is voor een cultuurbreuk met de voorafgaande periode. Aanwijzingen van verwoestingen vindt men in enige, maar in geen geval in alle nederzettingen.

## IJzertijd
| Stijlperiode          | Datering |
| --------------------- | -------- |
| Cypro-Geometrisch I   | 1050-950 |
| Cypro-Geometrisch II  | 950-850  |
| Cypro-Geometrisch III | 850-750  |
| Cypro-Archaïsch I     | 750-600  |
| Cypro-Archaïsch II    | 600-500  |

Tussen de periodes 1190-1100 en 1100-1050 valt er een duidelijk onderscheid vast te stellen, zowel in het nederzettingspatroon als ook in de begrafenisrituelen. Men rekent de periode na 1100 v.Chr. daarom vaak tot de ijzertijd. Enkele keramische tradities lopen echter zonder onderbreking door (White-painted ware). Mogelijk ging de Myceense kolonisatie verder. De oorspronkelijke bevolking (Eteocyprioten) heeft zich daarop in enclaves zoals Amathus teruggetrokken.
In de periode voor de Assyrische overheersing was Cyprus een middelpunt van de handel, verscheidene geleerden spreken zelfs van een Cypriotische Thalassocratie.). Men stelt nu een opvallend contact met het westen vast, dat in de loop van de tijd duidelijk zou toenemen (vooral met Euboea en de Cycladen). Ook Attische import is onder meer teruggevonden in Salamis, Amathus, Kition en Paphos. Terwijl Einar Gjerstad aanneemt dat een Attische prinses met een prins van Salamis zou zijn gehuwd, om de aanwezigheid van deze Attische Midden-Geometrische keramiek in de "Koninklijke tombes" te verklaren, menen anderen dat het gewoon ging om zaken die als relatiegeschenk werden uitgewisseld tussen Athene en Salamis.
Imitaties van Attische skyfoi, kraters en Kylikes werden ook ter plaatse gemaakt. Volgens Demetriou zou er een Cypriotische invloed op de Attische keramiekproductie zijn geweest.